# Blanques paral·leles alcistes
Línies blanques paral·leles alcistes (en anglès: Bullish Side-by-Side White Lines) és un patró d'espelmes japoneses que indica continuïtat de la tendència alcista.

## Criteri de reconeixement
1. La tendència prèvia és alcista
2. Es forma una primera espelma blanca
3. Al següent dia s'obre amb gap alcista
4. Es forma una nova espelma blanca
5. El darrer dia s'obre a la baixa obrint al mateix preu que l'anterior (o inclús menys), però finalment es tanca a l'alça (espelma blanca) tancant al mateix preu que l'anterior (igual cos), però forma un nou high

## Explicació
Línies blanques paral·leles alcistes és un patró que apareix enmig d'una tendència alcista. L'aparició del gap alcista seguit per l'espelma blanca evidencia que la tendència és forta. Tot i així el tercer dia s'obre a la baixa, al mateix preu que l'anterior o inclús per dessota, però finalment es tanca en positiu, amb el mateix preu que l'anterior, i formant un nou màxim. Aquesta tercera espelma blanca és un mostra més que malgrat que la pressió venedora ha aflorat, els bears són incapaços de dur el preu cap avall i els bulls tornen a prendre el control de la negociació.

## Factors importants
És imprescindible que el gap baixista format no sigui omplert en cap moment, de manera que actua com a poderós suport. Els preus d'obertura i de tancament han de ser o igual, o molt propers, i s'ha de formar un nou high. Malgrat que la força dels bulls és evident se suggereix esperar confirmació l'endemà en forma d'espelma blanca amb tancament superior o gap alcista.